# Merodon desuturinus
Merodon desuturinus is een vliegensoort uit de familie van de zweefvliegen (Syrphidae). De wetenschappelijke naam van de soort is voor het eerst geldig gepubliceerd in 1995 door Vujic, Simic & Radenkovic.